# Ferrocarril Elétrico de la Sierra Nevada
Die Ferrocarril Elétrico de la Sierra Nevada, Tranvía de la Sierra oder offiziell Ferrocarril de Granada a El Charcón (Sierra Nevada) war eine mit  Straßenbahntriebwagen betriebene Schmalspurbahn von Granada nach Osten in die Sierra Nevada in Andalusien, die vorrangig touristischen Zwecken diente.

## Geschichte

### Vorausgegangene Planungen
Nachdem eine erste Planung anderer im Sande verlaufen war, stellte der vom Generaldirektor der Straßenbahnen von Granada, Nicolás Escoriaza, beauftragte Ingenieur Strub Ende August 1906 das Ergebnis seiner Planungen für eine Strecke in die Berge vor. Start war in Granada, Ziel nach 35 Kilometern der Gipfel des Mulhacén. 28 Kilometern Adhäsionsbahn im Tal des Genil bis zu den Minen bei La Estrella folgten 5 Kilometer Zahnradbahn (Gradiente bis 140 ‰), 1,5 Kilometer Seilbahn (Gradiente 18 bis 60 %) zur Laguna del Mulhacén und abschließend 500 m Aufzug bis zum Gipfel. Der Vorschlag wurde nicht umgesetzt.
1910 wurde eine andere Planung in Auftrag gegeben, die dem Camino de los Neveros bis Purche folgte und von dort weiter über das Dornajo bis nahe der Laguna Larga verlief und dabei die Barrancos de San Juan y del Guarnón querte.
Ebenfalls 1910 beauftragte Julio Quesada Cañaveral y Piédrola, Herzog von San Pedro de Galatino, eine nahe bei seinem Hotel Alhambra Palace beginnenden Planung. Nach schweizerischem Vorbild wollte er auch in der Sierra Nevada einen Ort für Winterurlaube schaffen, der mit der Bahn einfach zu erreichen war. Der Entwurf sah 14 Kilometer Adhäsionsstrecke, 17 Kilometer Zahnradbahn und 6 Kilometer Seilbahn bis kurz unter dem Pico del Veleta vor. In den Gesamtkosten von 16 Millionen Peseten war auch ein Berghotel enthalten.
Der belgische Finanzier und Ingenieur Luis Gustavo Berg plante 1914, Granada und Almería per Eisenbahn zu verbinden, etwas später sah Berg sogar die Verlängerung bis Jaén vor. Die Strecke sollte über Cenes de la Vega, Pinos Genil und Güéjar Sierra im Tal des Flusses Genil bis La Estrella geführt werden. Dort sollte ein 9,5 Kilometer langer Tunnel unter dem Veleta durchführen und nahe Capileira enden. Geplant waren eine Bauzeit von fünf Jahren und Kosten von 76,8 Millionen Peseten, gebaut wurde nicht.

### Bau und Betrieb als Privatunternehmen
Der Herzog verfolgte seine Ideen weiter und gründete am 7. November 1920, nach anderen Quellen am 5. November oder bereits 1919, die Aktiengesellschaft Tranvía-Ferrocarril de Granada a Sierra Nevada. Das Kapital der Gesellschaft in Höhe von 700.000 Peseten teilte sich auf in 1400 Aktien, die von 157 Personen gehalten wurden. Dabei hielt der Herzog allein 439 Aktien (31,3 %), zwei andere Adlige 110 bzw. 96 Aktien, während 78 % der Aktionäre lediglich bis zu jeweils zehn Aktien hielten, und 47 Personen gar nur eine Aktie ihr Eigen nannten. Die Gemeinde Güejar Sierra überließ die benötigten Grundstücke kostenlos. Am 1. Dezember 1920 wurden die vom Ingenieur Gómez López geplanten Bauarbeiten ausgeschrieben und wenig später begonnen, zur Finanzierung wurden mindestens weitere 4.500 Aktien (2,25 Mio. Pts) und 4.000 Schuldverschreibungen (2 Mio. Pts) wurden emittiert. Am 6. September 1924 wurden Inbetriebnahme und Konzession beim Zivilgouverneur beantragt und Anfang Februar 1925 der vorläufige Betrieb genehmigt. Der erste, 12,2 Kilometer lange Abschnitt bis zum Bahnhof Canales wurde am 21. Februar 1925 eröffnet, im Juni folgten die nächsten 5,35 Kilometer bis zum Bahnhof Güéjar Sierra. Eine Genehmigung des vorgelegten Gesamtprojektes erfolgte durch königlichen Erlass vom 18. September 1925, die formale Erteilung der Konzession für eine Eisenbahn von Granada nach El Charcón (Sierra Nevada) für 99 Jahre durch Beschluss vom 29. September 1926 (veröffentlicht am 7. Oktober 1926), staatliche Subventionen oder Garantieverzinsungen waren nicht vorgesehen. Für eine Straßenbahn hätte es nur eine 66-jährige Konzession gegeben. Erst 1928 konnte die Verlängerung um etwas mehr als einen weiteren Kilometer bis zum Bahnhof Maitena am Zusammenfluss von Maitena und Guenil fertiggestellt werden. Trotzdem musste noch immer eine Kutsche benutzt werden, um zum am 20. März 1925 eröffneten Hotel Sierra Nevada (bzw.  Hotel del Duque) zu kommen. Der ursprünglich geplante Weiterbau der Strecke bis El Charcón samt Seilbahn zum Hotel konnte jedoch nicht finanziert werden, da die Bahn praktisch von Beginn an defizitär, wegen der fehlenden Seilbahn aber auch weniger attraktiv war. Nach einem kleinen Gewinn im Jahr 1925 lagen die Ausgaben stets zwischen 8 und 54 % über den Einnahmen. Der Gesamtverlust belief sich in den ersten drei Jahren auf 467.487 Peseten. Nach einem Streik aller 45 Mitarbeiter vom 9. bis zum 12. Juni 1931 wegen geringer Unstimmigkeiten in der Lohnabrechnung entließ die Betreiberfirma alle Mitarbeiter zum 12. Juli 1931 und stellte an diesem Tag auch den Betrieb ein. Die aufgelaufenen Schulden beliefen sich auf fast eine Million Peseten.

### Fortführung als staatliches Unternehmen
Am 31. Juli  1931 ging die Strecke an die 4. Eisenbahnabteilung des Staates über, die den Betrieb ab dem 3. August 1931, nach anderer Quelle ab dem 8. August 1931, wieder aufnahm. Eine Klage der vorherigen Betreiberfirma auf Entschädigung wurde niedergeschlagen, und am 9. Juni 1934 erfolgte der Betriebsübergang auf die ebenfalls staatliche Explotación de Ferrocarriles por el Estado (EFE), aus der später die Ferrocarriles de Vía Estrecha (FEVE) entstand.
Nach dem Ende des spanischen Bürgerkrieges sorgte EFE für Tunnelaufweitungen sowie für eine Sanierung der Gleise (schwerere Schienen, teilweise Linienverbesserung), der Energieversorgung, der Kommunikationseinrichtungen und der Fahrzeuge (neuer Aufbau). Zumindest ein Grund hierfür war der erleichterte Abtransport der in den Minen oberhalb gewonnenen Erze.
1941 wurde der Bau einer Zweigstrecke in die Gemeinden Dúdar und Quéntar untersucht, im Folgejahr die Verlängerung ins Stadtzentrum von Granada hinein sowie am anderen Streckenende bis zu den Minen bei La Estrella. Hier wurde 1944 mit dem Bau begonnen, die ersten 3,5 Kilometer über Charcón bis zum Barranco de San Juan wurden am 11. Dezember 1947 in Betrieb genommen (Gesamtlänge nun 21 Kilometer). Im Zusammenhang mit der Streckenverlängerung wurde auch wieder eine Seilbahn zu den auf ungefähr 2.200 m bis 2.500 m Höhe gelegenen Skigebieten und Herbergen angedacht, diese sollte zweigeteilt (nach Campos de Otero und Collado de los Peñones de San Francisco) und zusammen 3,5 km lang sein, einen Höhenunterschied von 1.336 m überwinden und eine Kapazität von 35 Personen je Kabine bzw. 210 Personen je Stunde und Richtung aufweisen. Diese Seilbahn wurde trotz Beschluss der Cortes von 1951 nie realisiert.

### Betriebseinstellung
Weiter auf Verschleiß fahrend, wurde die Strecke ab dem 31. Oktober 1972 planmäßig nur noch bis Güejar Sierra betrieben. Da klar war, dass das Wasser in der Canales-Talsperre, die allerdings erst 1988 eingeweiht wurde, ungefähr fünf Streckenkilometer überfluten würde und der Ersatz durch einen zehn Kilometer langen Tunnel nicht finanzierbar wäre, erfolgte bereits am 7. Dezember 1973 die Genehmigung zur Betriebseinstellung. Die letzten Fahrten wurden am 19. Januar 1974 durchgeführt und führten mehrfach sogar wieder bis El Charcón.
Gleise und Oberleitungsanlagen wurden abgebaut, ein Teil des Rollmaterials verkauft.

## Infrastruktur
Hatten erste Überlegungen noch eine Spurweite von 600 mm und Dampf- oder Dieseltraktion vorgesehen, wies die Bahn schließlich eine Spurweite von 750 mm und eine Oberleitung mit 1200 V Gleichspannung und doppeltem Fahrdraht auf. Wegen der Unterschiede in Spurweite und Oberleitungsspannung war ein Fahrzeugübergang zur städtischen Straßenbahn nicht möglich. Als kleinster Bogenhalbmesser wurden 50 Meter festgelegt. Die kleine Spurweite ermöglichte, die Trasse der Bahn nahe am Gelände zu führen, um die Zahl der teuren Kunstbauten zu reduzieren. Trotzdem wies sie 14, nach anderen Quellen 15 Tunnel und 21 Brücken auf, darunter eine der ersten Stahlbetonbrücken Spaniens. Startend in Granada bei 680 bzw. 690 m über dem Meeresspiegel, wurden auf der gesamten Länge 470 bzw. 480 Höhenmeter überwunden. Daher verlaufen nur 200 Meter der Strecke eben, 5,1 km weisen eine Gradiente bis 10 ‰, 2,2 km zwischen 10 und 20 ‰ und 13 km über 20 ‰ auf, maximal sind es 30 ‰.
Beim Bau wurden nach dem System Decauville vorgefertigte Gleisabschnitte, die alle zwei Meter mit einer Stahl- und dazwischen alle 0,5 Meter mit einer Holzschwelle versehen waren, miteinander verschraubt.
Eingebaut wurden Schienen mit einer Metermasse von 12 kg, für die aber bereits in der Konzessionserteilung zumindest teilweise ein Ersatz durch Schienen mit einer Metermasse von 23 Kilogramm bis zum Jahr 1930 gefordert wurde. Ob diese Ertüchtigung ausgeführt wurde, ist unklar. Ab 1940 wurden die vorhandenen Schienen durch deutlich schwerere (32 kg/m) ersetzt, die samt Schwellen gebraucht vom Ferrocarril de Bobadilla übernommen wurden. Die Schotterbettung war 25 cm dick und 150 cm breit, die Schwellen 1,25 Meter lang. Da nach Eisenbahnregularien gebaut wurde, war die Zahl der Schwellen je Meter Gleis höher, und es wurden Fangschienen eingebaut.
In Granada begann die Bahn östlich der Innenstadt und hatte direkten Anschluss an die Straßenbahn. Die Strecke folgte auf den ersten 8,55 Kilometern der Straße bis Pinos Genil und dann dem Fluss Genil, sodass hier die Stationen meist nicht mehr günstig zu den Siedlungen lagen. Im heute meist unter Wasser liegenden Teil führte die Strecke durch die Cueva del Diablo (Teufelshöhle). Stationen waren Granada, Cenes de la Vega, Pinos Genil, Dudar, Quéntar, Canales, Güéjar Sierra, Maitena, Charcón und Barranco de San Juan, dazu kamen die Haltestellen Fca. (fábrica) de Antelo, Fca. Pinos, Venta Eritaña, Bº (barranco) del Oro, Blanquillo, Bº Alborós, Venta Alámo und El Tejar. Eine andere Quelle zeigt La Lancha de Cenes, Cenes de la Vega, Pinos Genil, Canales, Güéjar Sierra, Maitena, Charcón und Barranco de San Juan, eine dritte nennt La Lancha de Cenes, Cenes de la Vega, Los Pinillos, La fábrica de 'El Blanqueo', Pinos Genil, Canales, Güéjar Sierra, Cañada de Vaciacostales, Cañada de la Carihuela, Cañada del Peregrino, Maitena, Charcón, Barranco de San Juan als Haltestellen.
Das Depot mit Werkstatt und sechs Hallengleisen lag am Paseo de la Bomba in Granada und verfügte über zwei Zufahrten, die zusammen mit dem dazwischenliegenden Gleis am Hochbahnsteig ein Gleisdreieck bildeten und so das Wenden der Fahrzeuge ermöglichte. Weitere Hochbauten waren die Empfangsgebäude an vielen Stationen (u. a. Cenes de la Vega, Pinos Genil, Güéjar Sierra, Maitena, El Charcón, Barranco de San Juan) sowie der überdachte Hochbahnsteig am Streckenbeginn in Granada.
Die Stromversorgung erfolgte durch das nahe der Strecke gelegene Elektrizitätswerk San Pedro del Maitena bzw. durch ein Umspannwerk nahe Canales, das mit 15 kV versorgt wurde.

## Fahrzeuge

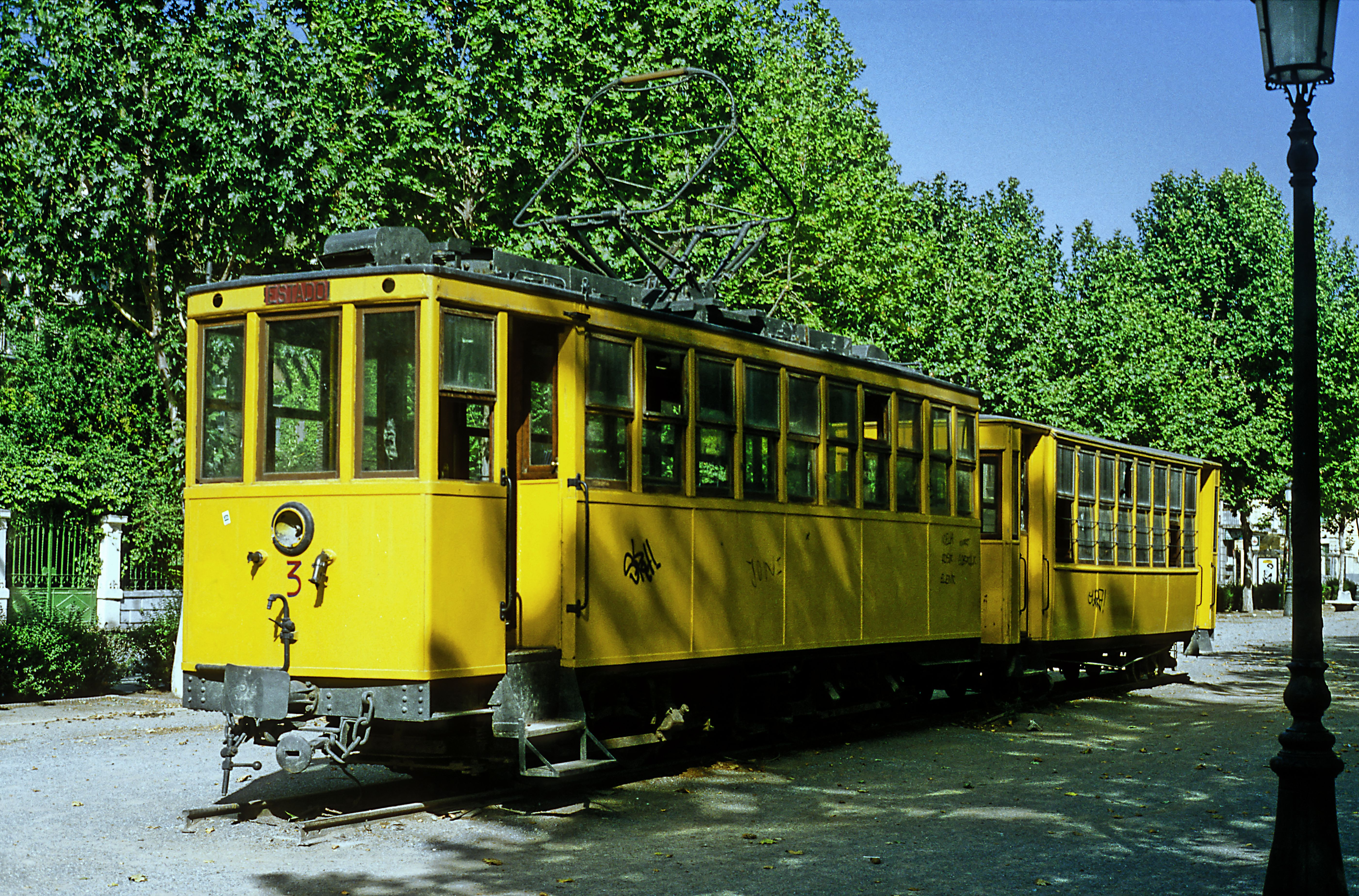
Tw 3 und Bw 15 als Denkmal aufgestellt auf dem Paseo del Salón, 1993

Die Fahrzeuge wurden 1924 von der Firma Lladró y Cuñat aus Almácera gebaut, die elektrische Ausrüstung samt Fahrmotoren stammte von der AEG in Berlin, jeder Motor leisteten 30 PS. Neben drei Personentriebwagen (Nr. 2 bis 4) waren ein Gütertriebwagen, sechs Personenwagen (Nr. 10 bis 15), acht normale Güterwagen sowie sechs offene Güterwagen für den Erz- und Steintransport vorhanden. Damit wurden die Forderungen aus der Konzession (4 Trieb-, 6 Bei-, 10 Güterwagen) erfüllt. Der Triebwagen Nr. 2 wies eine leicht andere Aufteilung es Innenraums auf, da hier für die an der Eröffnungsfahrt teilnehmenden Honoratioren ein kleiner Bereich abgeteilt wurde. Bereits in den 1930er Jahren wurde der Gütertriebwagen zum Triebwagen Nr. 1 umgebaut, auch die anderen Triebwagen erhielten einen neuen, gelben Aufbau. Jeder Triebwagen hatte einen Scherenstromabnehmer und zwei Drehgestelle mit jeweils zwei in Reihe geschalteten Motoren. Sie waren jeweils 8,5 m lang und 2 m breit. Der Sicherheit dienten mehrere voneinander unabhängige Bremssysteme (mechanisch, Druckluft, bei den Triebwagen zusätzlich elektrisch). Als Zug- und Stoßeinrichtungen wurde bei den Personenwagen straßenbahntypische Trompetenkupplungen verwendet, je eine zusätzliche Kette links und rechts dienten als Sicherheitskupplung. Zusätzlich war oberhalb dieser Kupplungen noch ein Mittelpuffer mit einer Schraubenkupplung befestigt, die für Rangierarbeiten und zur Verbindung mit bzw. von Güterwagen verwendet wurden, da diese nicht über die Trompetenkupplung verfügten. Die Bremsleitung wurde separat gekuppelt.

## Betrieb
Üblicherweise wurde von ca. 6 bis ca. 22 Uhr ein Zweistundentakt angeboten, so dass zwei Triebwagen für die Abwicklung ausreichten. Jeder Triebwagen konnte bis zu zwei Beiwagen oder auch Güterwagen mitnehmen, auch wenn die Konzession nur einen Beiwagen und das auch erst nach einem Schienentausch zuließ. Bildbelege zeigen sogar Kombinationen aus vier Fahrzeugen. Als Fahrpreis waren für die Gesamtstrecke im Eröffnungsjahr 2,50 Peseten zu entrichten, für kürzere Abschnitte entsprechend weniger. Im letzten Betriebsjahr lag der Fahrpreis für die (nun längere) Gesamtstrecke bis El Charcón bei 16 Peseten.

## Aktuelles
Die Stadt Granada erwarb drei Fahrzeuge und stellte den Triebwagen 3 und den Beiwagen 15 ab 1982 als Kinderbibliothek auf den Paseo del Salón. Der Beiwagen wurde nach einem Brand nicht mehr restauriert. Den Triebwagen 4 stellte die Stadt in den Wissenschaftspark, wo er 2009 durch den Triebwagen 2 ersetzt, renoviert, zum Besucherzentrum El Dornajo des Naturparks verlegt und dort 2010 mit einem Schutzdach versehen wurde. Inzwischen steht er am Barranco de San Juan.
Der Triebwagen 3 ist bzw. war in Granada aufgestellt. Der Triebwagen 2 und der Beiwagen 15 waren ebenfalls in Granada aufgestellt, sie bzw. ihre Reste warten inzwischen aber seit über einer Dekade auf einem städtischen Grundstück am Großmarkt auf ihre Wiederherstellung. Der Rest der Fahrzeuge stand lange Jahre im ehemaligen Depot, das erst Anfang der 2000er Jahre abgerissen wurde.
Die Trasse selbst wurde im unteren Abschnitt teilweise für die Verbreiterung der parallel verlaufenden Straße verwendet, teilweise ist sie aber auch hier noch gut erkennbar. Die im Bereich der Canales-Talsperre liegenden Trassenabschnitte einschließlich zweier markanter Brücken, mehrerer Tunnel und der Teufelshöhle sind bei Niedrigwasser nach wie vor gut zu sehen. Oberhalb der Talsperre wird die Trasse bis Maitena als Wanderweg genutzt, der auch entsprechend sendero del tranvía heißt. Für die Brückengeländer wurden hier teilweise alte Schienen verwendet, und einige Meter Gleisrost wurden ebenfalls bereitgelegt. Ab Maitena wurde auf dem Planum teilweise der entsprechend schmale und die vorhandenen Tunnel nutzende Fahrweg bis zum Parkplatz am Streckenende angelegt. Auch einige Stationsgebäude (Cenes de la Vega, Pinos Genil, Maitena und El Charcón) sind erhalten.
2009 wurde die teilweise Reaktivierung der Trasse und die Fortführung der Bahn bis zum Wintersportort Pradollano inmitten der Sierra Nevada angeregt.
2022 wurde der Gemeinde Güéjar Sierra vorgeschlagen, den fünf Kilometer langen Abschnitt vom Bahnhof des Ortes bis zum früheren Streckenende am Barranco de San Juan wiederaufzubauen und mit rekonstruierten Fahrzeugen (zwei Trieb-, vier Beiwagen) täglich 1900 Personen klimaneutral befördern. Die Koexistenz mit dem Straßenverkehr ist nach Ansicht der Autoren machbar, die Kosten von unter 3 Millionen Euro sollen unter anderem aus EU-Geldern finanziert werden. Gleichzeitig könnte so auch die Genehmigungsfähigkeit der geplanten Seilbahn, die aktuell in Granada starten und 20 Stützen sowie drei Zwischenstationen aufweisen soll, durch Reduktion auf nur noch drei Stützen erhöht werden. Einer neueren Studie zufolge ist mit Investitionen von 8 Millionen Euros zu rechnen. Der Beginn der Strecke liegt nun etwas oberhalb des Dorfes, was zu einer Streckenlänge von 5,03 km und einer Höhendifferenz von 190 m führt. Vorgesehen sind drei Zwischenhalte, eine Fahrzeit von 30 Minuten sowie der Einsatz von zwei rekonstruierten Trieb- und vier Beiwagen (drei rekonstruiert, ein Nachbau). Oberleitung soll es nur an den Endpunkten sowie an der Kreuzungsstation El Charcón geben, weshalb die Triebwagen mit Akkumulatoren ausgestattet werden. Bei einer fünfzigprozentigen Auslastung und einem Fahrpreis von 9 Euro wird im ersten Jahr mit einem Überschuss von 230.000 € gerechnet.
Am 20. Mai 2022 eröffnete die Gemeinde Pinos Genil im ehemaligen Empfangsgebäude das Centro de Interpretación del Tranvía de Sierra Nevada genannte Museum.
Zudem plant die Gemeinde, einen ungefähr einen Kilometer langen Abschnitt vom Bahnhof bis zur Staumauer der Canales-Talsperre wiederaufzubauen und darauf gelegentlichen Museumsverkehr mit einem der noch vorhandenen, zu restaurierenden Triebwagen anzubieten.

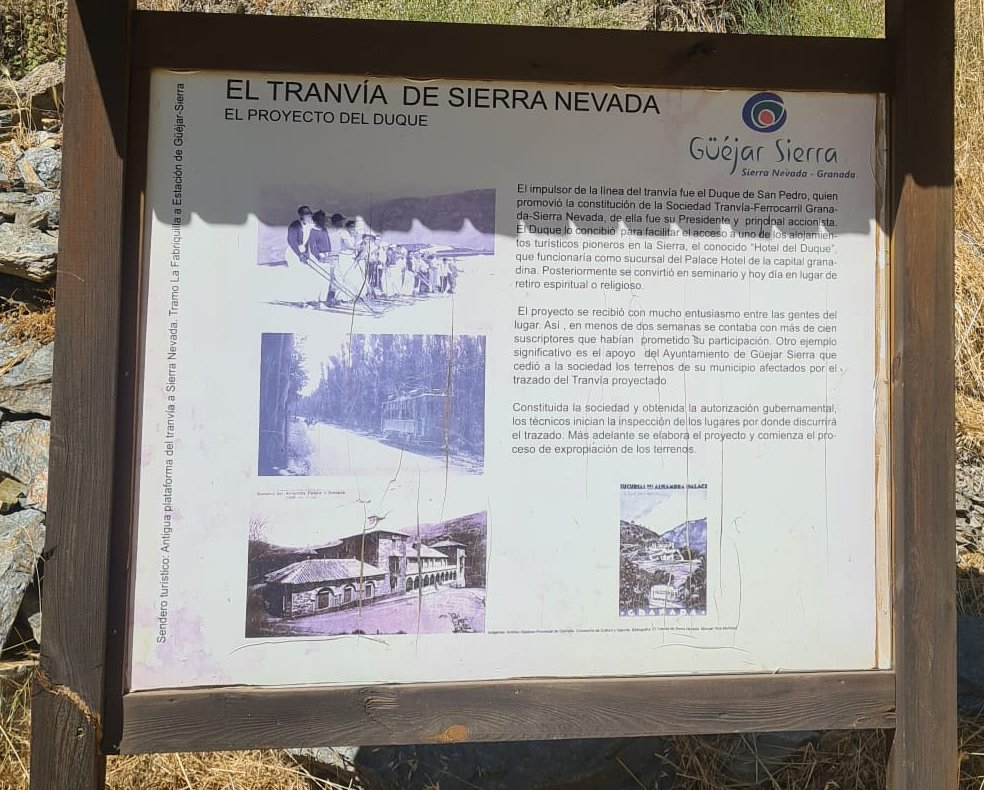
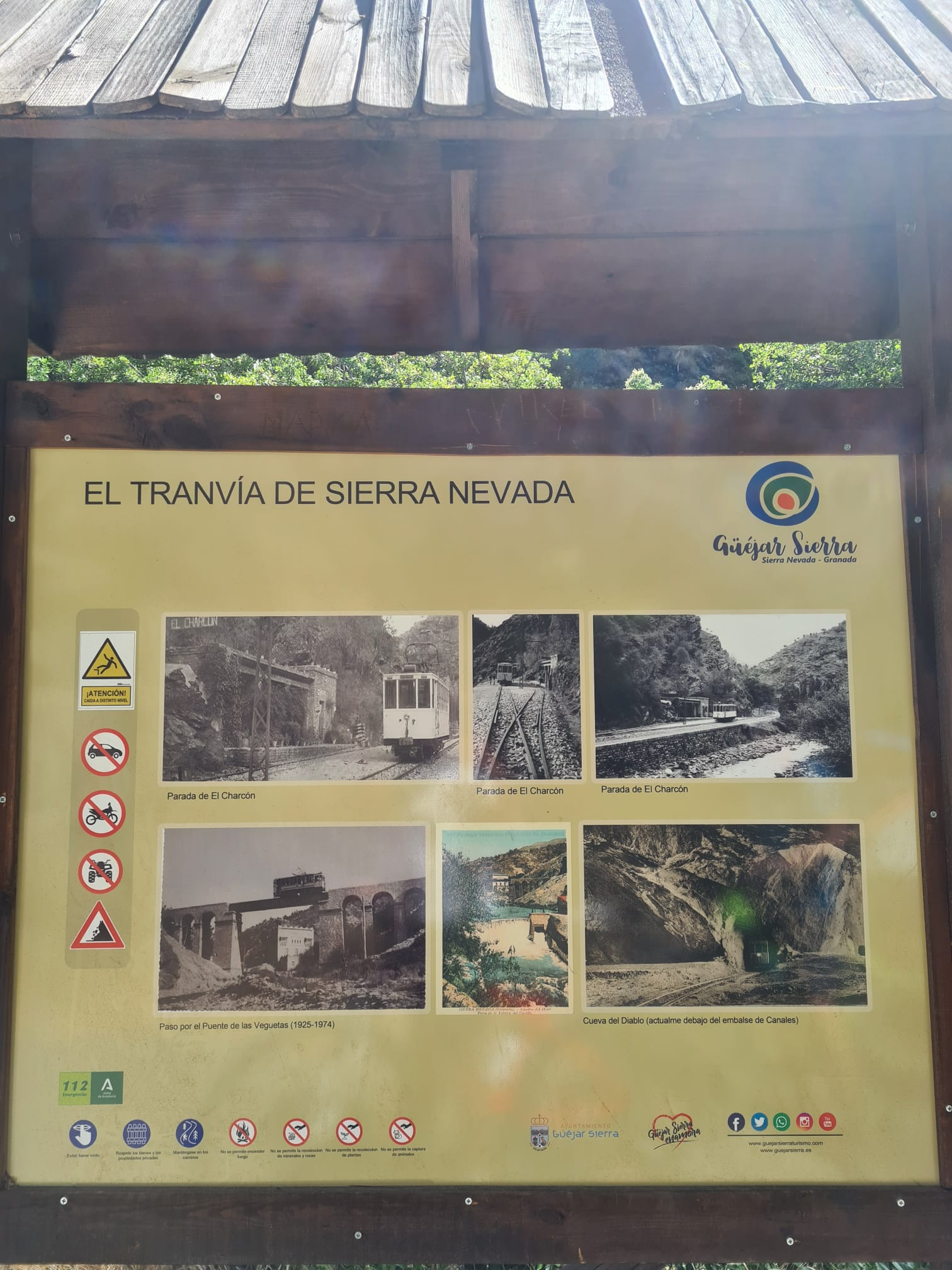
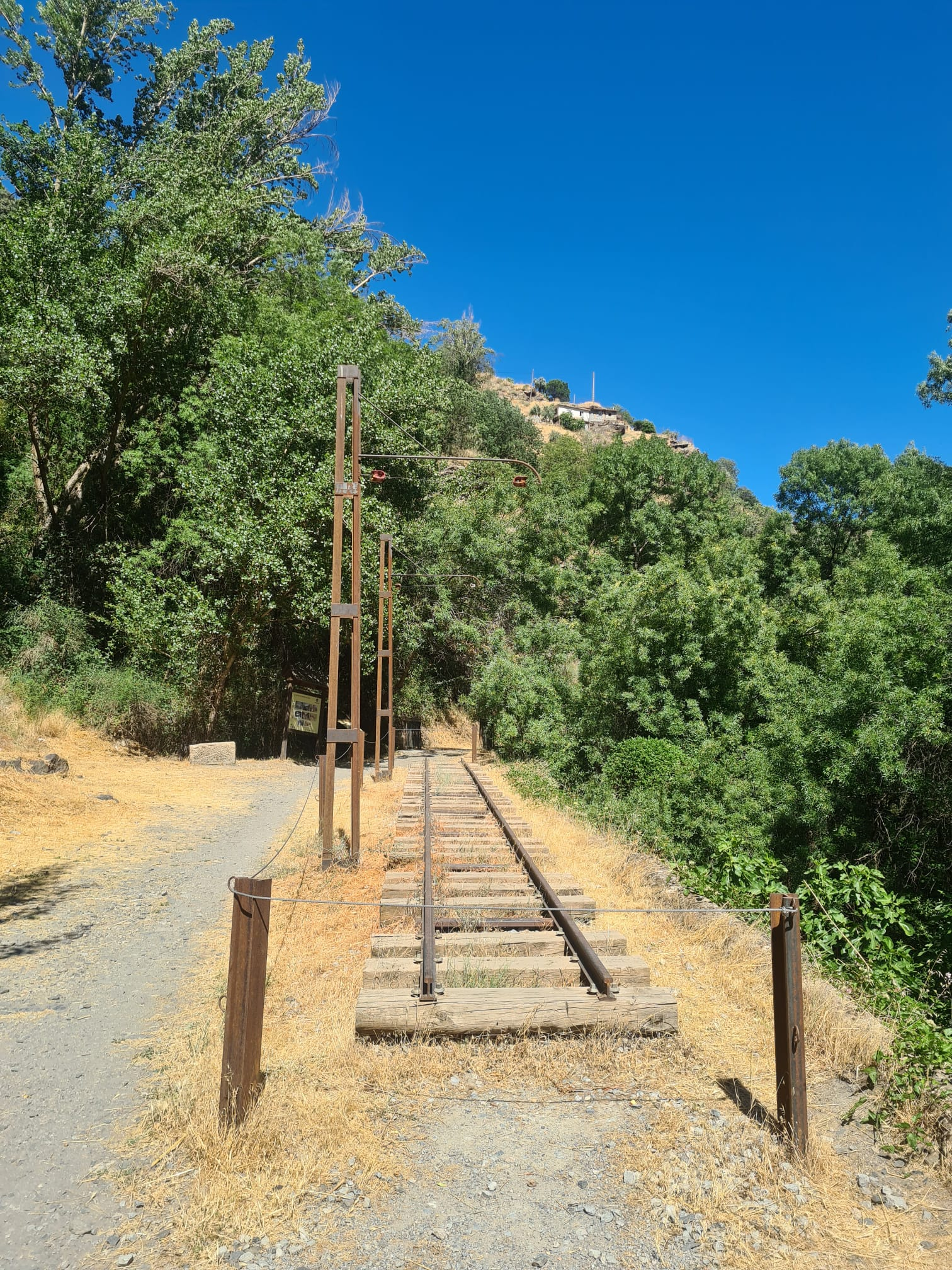
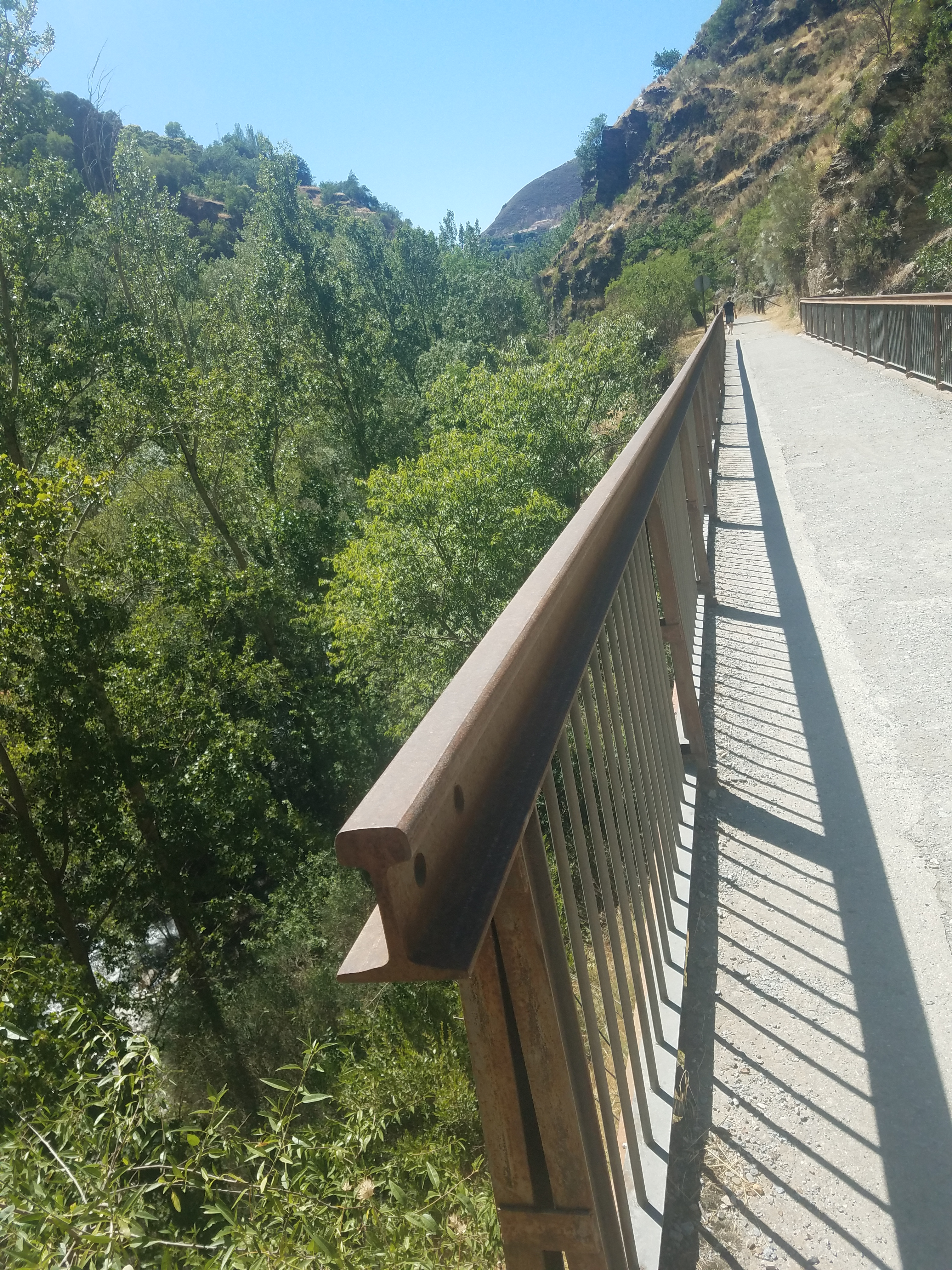
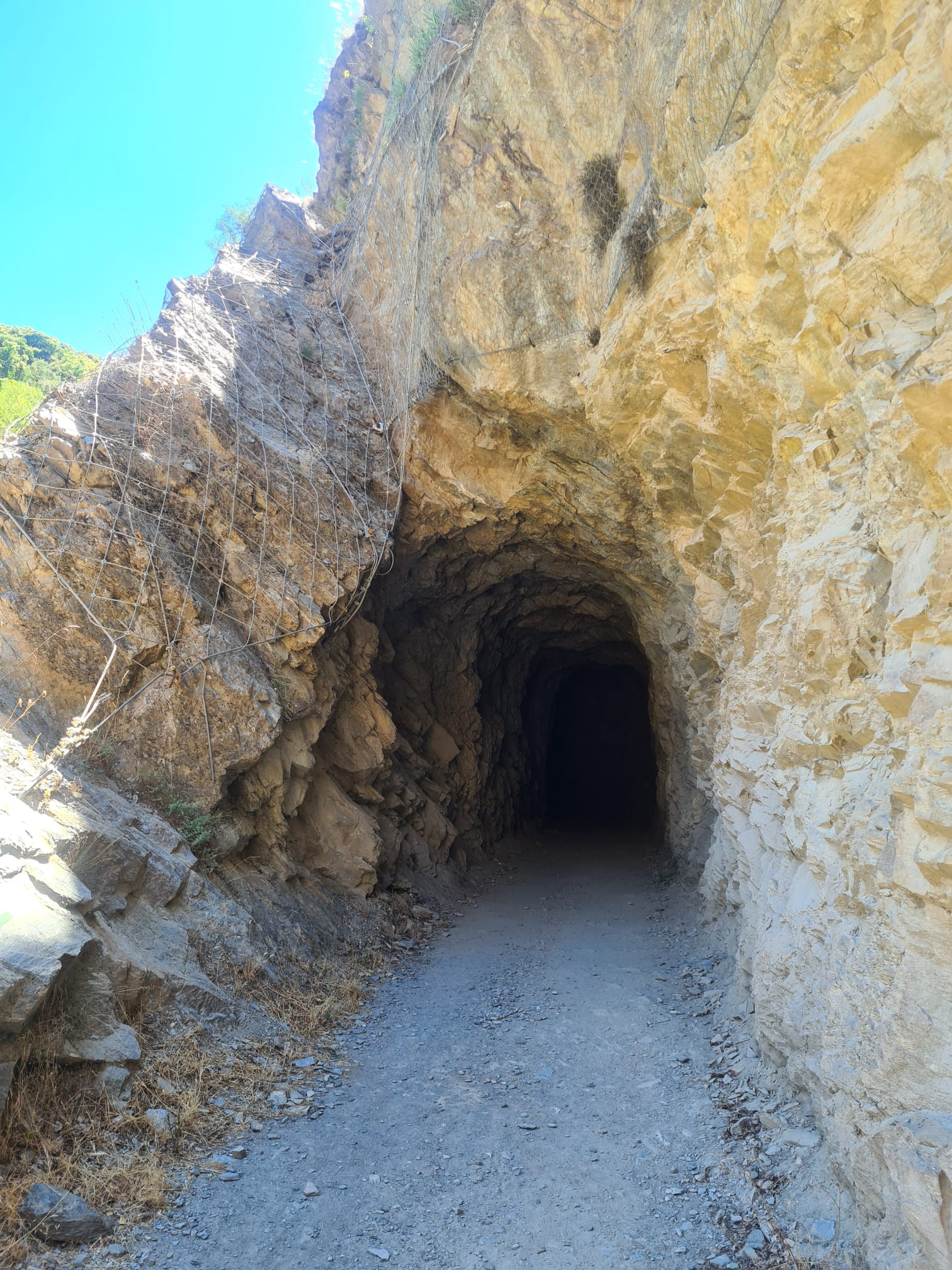